# Apanthuroides mediterranea
Apanthuroides mediterranea là một loài chân đều trong họ Anthuridae. Loài này được Negoescu miêu tả khoa học năm 1981.